# 22908 Bayefsky-Anand
22908 Bayefsky-Anand este un asteroid din centura principală de asteroizi.

## Descriere
22908 Bayefsky-Anand este un asteroid din centura principală de asteroizi. A fost descoperit pe 3 octombrie 1999 la Socorro, New Mexico, în cadrul proiectului LINEAR. Asteroidul prezintă o orbită caracterizată de o semiaxă mare de 2,31 ua, o excentricitate de 0,08 și o înclinație de 6,5° în raport cu ecliptica.